# Цзедуши
Цзедуши (кит. упр. 节度使, пиньинь jiédùshǐ, палл. цзедуши) — крупная административная должность в средневековом Китае, подразумевающая сосредоточение в одних руках всей военной и гражданской власти на обширной территории. Аналогична должности генерал-губернатора.
Впервые появилась примерно в 650—655 годах во времена династии Тан как один из разрядов императорских комиссаров, командовавших полевой армией. Позднее название военных комиссаров цзедуши стало общим названием для всех императорских комиссаров, командовавших войсками — военных комиссаров (кит. упр. 节度使, пиньинь jiédùshǐ, палл. цзедуши), комиссаров обороны (кит. упр. 防禦使, пиньинь fangyushi, палл. фанъюйши), комиссаров-наблюдателей (кит. упр. 觀察使, пиньинь guanchashi, палл. гуаньчаши) и комиссаров-корректоров (кит. упр. 節度使, пиньинь jinglüeshi, палл. цзинлюэши). Каждый такой комиссар имел под своим командованием войско (кит. упр. 軍, пиньинь jun, палл. цзюнь). Как разновидности цзедуши выделялись заместитель посла (кит. упр. 副大使, пиньинь fùdàshǐ, палл. фудаши) и цзедуши-заведующий (кит. упр. 知節度事, пиньинь zhi jiedushi, палл. чжи цзедуши). «Ван крови» (брат или сын императора) также мог быть назначен, тогда он получал должность «великого цзедуши» (кит. упр. 大節度事, пиньинь da jiedushi, палл. да цзедуши), хотя никогда не выезжал из столицы и фактически пост занимал его заместитель.
Закон характеризовал их полномочия весьма кратко: руководит армиями и отрядами, самостоятельно принимает решение о смертной казни. Но вскоре стало ясно, что цзедуши стали брать на себя и полномочия гражданской власти.
Первоначально войсковые ставки комиссаров учреждалась в пограничных районах Танского государства. Начиная с первого 806 года эры правления Изначальной гармонии (кит. упр. 元和, пиньинь Yuánhé, палл. Юаньхэ) императора Сянь-цзуна (кит. упр. 憲宗, пиньинь Xiànzōng, палл. Сянь-цзун), система императорских комиссаров была упорядочена, в связи с чем они получили название военные командиры Юаньхэ (кит. упр. 元和方鎮, пиньинь Yuánhé fangzhen, палл. Юаньхэ фанчжэнь), и распространена на всю территорию страны. Предоставление чиновнику одновременно военных и гражданских полномочий позволяло максимально активно и оперативно вести борьбу с кочевыми соседями. После ослабления центральной власти в стране многие цзедуши стали фактически независимыми властителями подчиненных им территорий, имевшими неограниченную власть над населением и командовавшими пограничными армиями (пример — Ань Лушань). Ситуация осложнялась тем, что генерал-губернаторами зачастую назначались выходцы из степных племён и они же возглавляли наёмные войска, навербованные среди кочевников.

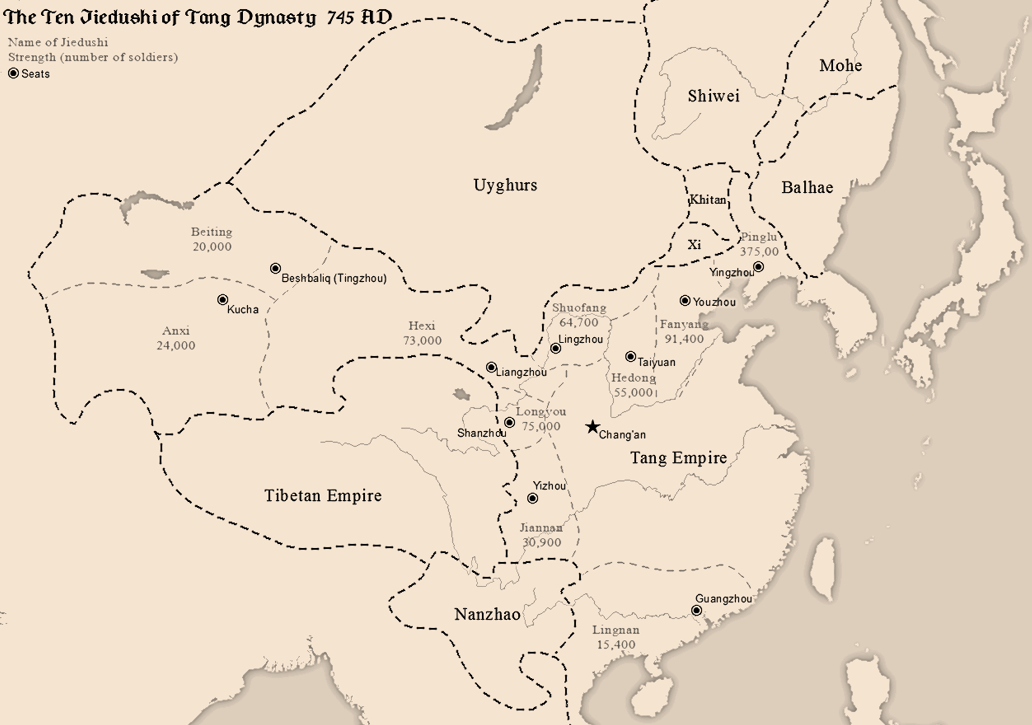
Империя Тан в 745 году. Десять округов цзедуши в пограничных землях (в скобках — число приписанных солдат).

В киданьской империи Ляо цзедуши не имели всей полноты власти и были только старшими военачальниками в некоторых округах. Присвоение чиновнику этого звания означало признание за ним определённых прав со стороны киданей и давало возможность ещё более активно вести борьбу за сплочение чжурчжэней.

## Танскиецзедуши

### Первые цзедуши
| Название | Войсковая ставка                                                                                         | Цель создания                                            | Год создания | Число солдат |
| --- | --- | -------------------------------------------------------- | ------------ | ------------ |
| Аньси цзедуши (кит. упр. 安西節度使, пиньинь Anxi jiédùshǐ, палл. Аньси цзедуши)                                     | Куча (кит. упр. 龜茲鎮, пиньинь Qiucizhen, палл. Цюцычэнь)                                               | Защита Западного края и южного Тянь-шаня                 | 710 год      | 24000        |
| Бэйтин цзедуши (кит. упр. 北庭節度使, пиньинь Beiting jiédùshǐ, палл. Бэйтин цзедуши)                                | Тинчжоу (кит. упр. 庭州, пиньинь Tingzhou, палл. Тинчжоу) (город в Джунгарии, местоположение неизвестно) | Защита северного Тянь-шаня от тюргешей                   | 712 год      | 20000        |
| Хэси цзедуши (кит. упр. 河西節度使, пиньинь Hexi jiédùshǐ, палл. Хэси цзедуши)                                       | Лянчжоу (кит. упр. 涼州, пиньинь Liangzhou, палл. Лянчжоу)                                               | Защита коридора Хэси, чтобы Тибет и Тюрки не соединились | 710 год      | 73000        |
| Шофан цзедуши (кит. упр. 朔方節度使, пиньинь Shuofang jiédùshǐ, палл. Шофан цзедуши)                                 | Линчжоу (ныне Иньчуань, Линъу (灵武市)) (кит. упр. 靈州, пиньинь Lingzhou, палл. Линчжоу)                | Защита от Тюрок                                          | 721 год      | 64700        |
| Хэдун цзедуши (кит. упр. 河東節度使, пиньинь Hedong jiédùshǐ, палл. Хэдун цзедуши)                                   | Тайюань (кит. упр. 太原府, пиньинь Taiyuanfu, палл. Тайюаньфу)                                           | Защита от тюрок                                          | 711 год      | 55000        |
| Фаньян цзедуши (кит. упр. 盧龍軍節度使, пиньинь Lulongjun jiédùshǐ, палл. Лулунцзюнь цзедуши)                        | Ючжоу (ныне Пекин) (кит. упр. 幽州, пиньинь Youzhou, палл. Ючжоу)                                        | Защита от Си (татабы) и киданей                          | 713 год      | 91400        |
| Пинлу цзедуши (кит. упр. 平盧節度使, пиньинь Pinglu jiédùshǐ, палл. Пинлу цзедуши)                                   | Инчжоу (в Ляодунь, ныне разрушен) (кит. упр. 青州, пиньинь Qingzhou, палл. Цинчжоу)                      | Защита от Шивэй и Мохэ                                   | 719 год      | 37500        |
| Лунъю цзедуши (кит. упр. 隴右節度使, пиньинь Longyou jiédùshǐ, палл. Лунъю цзедуши)                                  | Шаньчжоу(zh:鄯州, ныне Хайдун (округ)) (кит. упр. 鄯州, пиньинь Shanzhou, палл. Шаньчжоу)                | Защита от Тибета                                         | 713 год      | 75000        |
| Цзяньнань цзедуши (кит. упр. 劍南西川節度使, пиньинь Jiannan-Xichuan jiédùshǐ, палл. Цзяньнань-Сычуань цзедуши)      | Чэнду (кит. упр. 成都府, пиньинь Chengdufu, палл. Чэндуфу)                                               | Защита от Тибета и Тогона                                | 714 год      | 30900        |
| Линнань у фу цзинлюэ ши (специальный корпус) (кит. упр. 嶺南節度使, пиньинь Lingnan jiédùshǐ, палл. Линнань цзедуши) | Гуанчжоу (кит. упр. 廣州, пиньинь Guangzhou, палл. Гуанчжоу)                                             | Управление И                                             | 711 год      | 15400        |
| (кит. упр. 安南經略使, пиньинь Annan jinglüeshi, палл. Аньнань цзинлюэши)                                            | (кит. упр. 交州, пиньинь Jiaozhou, палл. Цзяочжоу)                                                       | Управление Северным Вьетнамом                            |              |              |

### Другие цзедуши
| Название                                                                                         | Войсковая ставка                                          | Цель создания | Год создания | Число солдат |
| ------------------------------------------------------------------------------------------------ | --------------------------------------------------------- | ------------- | ------------ | ------------ |
| (кит. упр. 邠寧節度使, пиньинь Binning jiédùshǐ, палл. Биннин цзедуши)                           | (кит. упр. 邠州, пиньинь Binzhou, палл. Биньчжоу)         |               |              |              |
| (кит. упр. 魏博節度使, пиньинь Weibo jiédùshǐ, палл. Вэйбо цзедуши)                              | (кит. упр. 魏州, пиньинь Weizhou, палл. Вэйчжоу)          |               |              |              |
| (кит. упр. 瓜沙節度使, пиньинь Guasha jiédùshǐ, палл. Гуаша цзедуши)                             | (кит. упр. 沙州, пиньинь Shazhou, палл. Шачжоу)           |               |              |              |
| (кит. упр. 貴管經略使, пиньинь Guiguǎn jinglüeshi, палл. Гуйгуань цзинлюэши)                     | (кит. упр. 貴州, пиньинь Guizhou, палл. Гуйчжоу)          |               |              |              |
| (кит. упр. 大同軍防禦使, пиньинь Datongjun fangyushi, палл. Датунцзюнь фанъюйши)                 | (кит. упр. 單于府, пиньинь Chanyufu, палл. Чаньюйфу)      |               |              |              |
| (кит. упр. 東都畿都防禦使, пиньинь Dongduji fangyushi, палл. Дундуцзи фанъюйши)                  | (кит. упр. 河南府, пиньинь Henanfu, палл. Хэнаньфу)       |               |              |              |
| (кит. упр. 鄂嶽觀察使, пиньинь Eyue guanchashi, палл. Еюэ гуаньчаши)                             | (кит. упр. 宣州, пиньинь Xuanzhou, палл. Сюаньчжоу)       |               |              |              |
| (кит. упр. 容管經略使, пиньинь Rongguǎn jinglüeshi, палл. Жунгуань цзинлюэши)                    | (кит. упр. 容州, пиньинь Rongzhou, палл. Жунчжоу)         |               |              |              |
| (кит. упр. 義武軍節度使, пиньинь Yiwujun jiédùshǐ, палл. Иуцзюнь цзедуши)                        | (кит. упр. 定州, пиньинь Dingzhou, палл. Динчжоу)         |               |              |              |
| (кит. упр. 義昌軍節度使, пиньинь Yichangjun jiédùshǐ, палл. Ичанцзюнь цзедуши)                   | (кит. упр. 滄海, пиньинь Canghai, палл. Цанхай)           |               |              |              |
| (кит. упр. 義成軍節度使, пиньинь Yichengjun jiédùshǐ, палл. Ичэнцзюнь цзедуши)                   | (кит. упр. 滑州, пиньинь Huazhou, палл. Хуачжоу)          |               |              |              |
| (кит. упр. 宣德軍節度使, пиньинь Xuandejun jiédùshǐ, палл. Сюаньдэцзюнь цзедуши)                 | (кит. упр. 汴州, пиньинь Bianzhou, палл. Бяньчжоу)        |               |              |              |
| (кит. упр. 宣歙觀察使, пиньинь Xuanshe guanchashi, палл. Сюаньшэ гуаньчаши)                      | (кит. упр. 宣州, пиньинь Xuanzhou, палл. Сюаньчжоу)       |               |              |              |
| (кит. упр. 夏綏節度使, пиньинь Xiasui jiédùshǐ, палл. Сясуй цзедуши)                             | (кит. упр. 夏州, пиньинь Xiazhou, палл. Сячжоу)           |               |              |              |
| (кит. упр. 潼關防禦使, пиньинь Tongguan fangyushi, палл. Тунгуан фанъюйши)                       | (кит. упр. 華州, пиньинь Huazhou, палл. Хуачжоу)          |               |              |              |
| (кит. упр. 同州防禦使, пиньинь Tongzhou fangyushi, палл. Тунчжоу фанъюйши)                       | (кит. упр. 同州, пиньинь Tongzhou, палл. Тунчжоу)         |               |              |              |
| (кит. упр. 天平軍節度使, пиньинь Tianpingjun jiédùshǐ, палл. Тяньпинцзюнь цзедуши)               | (кит. упр. 鄆州, пиньинь Yunzhou, палл. Юньчжоу)          |               |              |              |
| (кит. упр. 武寧軍節度使, пиньинь Wuningjun jiédùshǐ, палл. Унинцзюнь цзедуши)                    | (кит. упр. 徐州, пиньинь Xuzhou, палл. Сюйчжоу)           |               |              |              |
| (кит. упр. 鄜房節度使, пиньинь Fufang jiédùshǐ, палл. Фуфан цзедуши)                             | (кит. упр. 鄜州, пиньинь Fuzhou, палл. Фучжоу)            |               |              |              |
| (кит. упр. 福州觀察使, пиньинь Fuzhou guanchashi, палл. Фучжоу гуаньчаши)                        | (кит. упр. 福建, пиньинь Fujian, палл. Фуцзянь)           |               |              |              |
| (кит. упр. 鳳翔節度使, пиньинь Fengxiang jiédùshǐ, палл. Фэнсян цзедуши)                         | (кит. упр. 鳳翔府, пиньинь Fengxiangfu, палл. Фэнсянфу)   |               |              |              |
| (кит. упр. 豐州防禦使, пиньинь Fengzhou fangyushi, палл. Фэнчжоу фанъюйши)                       | (кит. упр. 天德軍, пиньинь Tiandejun, палл. Тяньдэцзюнь)  |               |              |              |
| (кит. упр. 淮南節度使, пиньинь Huainan jiédùshǐ, палл. Хуайнань цзедуши)                         | (кит. упр. 揚州, пиньинь Yangzhou, палл. Янчжоу)          |               |              |              |
| (кит. упр. 湖南觀察使, пиньинь Hunan guanchashi, палл. Хунань гуаньчаши)                         | (кит. упр. 潭州, пиньинь Tanzhou, палл. Таньчжоу)         |               |              |              |
| (кит. упр. 橫海軍節度使, пиньинь Henghaijun jiédùshǐ, палл. Хэнхайцзюнь цзедуши)                 | (кит. упр. 滄海, пиньинь Canghai, палл. Цанхай)           |               |              |              |
| (кит. упр. 河中節度使, пиньинь Hezhong jiédùshǐ, палл. Хэчжун цзедуши)                           | (кит. упр. 河中府, пиньинь Hezhongfu, палл. Хэчжунфу)     |               |              |              |
| (кит. упр. 河陽三城節度使, пиньинь Heyang Sancheng jiédùshǐ, палл. Хэян Саньчэн цзедуши)         | (кит. упр. 懷州, пиньинь Huaizhou, палл. Хуайчжоу)        |               |              |              |
| (кит. упр. 荊南節度使, пиньинь Jingnan jiédùshǐ, палл. Цзиннань цзедуши)                         | (кит. упр. 江陵府, пиньинь Jianglingfu, палл. Цзянлиньфу) |               |              |              |
| (кит. упр. 涇原節度使, пиньинь Jingyuan jiédùshǐ, палл. Цзинъюань цзедуши)                       | (кит. упр. 涇州, пиньинь Jingzhou, палл. Цзинчжоу)        |               |              |              |
| (кит. упр. 金商都防禦使, пиньинь Jinshangdū fangyushi, палл. Цзиньшанду фанъюйши)                | (кит. упр. 金州, пиньинь Jinzhou, палл. Цзиньчжоу)        |               |              |              |
| (кит. упр. 劍南東川節度使, пиньинь Jiannan Dongchuan jiédùshǐ, палл. Цзяньнань Дунчуань цзедуши) | (кит. упр. 梓州, пиньинь Zizhou, палл. Цзынчжоу)          |               |              |              |
| (кит. упр. 江西觀察使, пиньинь Jiangxi guanchashi, палл. Цзянси гуаньчаши)                       | (кит. упр. 洪州, пиньинь Hongzhou, палл. Хунчжоу)         |               |              |              |
| (кит. упр. 秦州節度使, пиньинь Qinzhou jiédùshǐ, палл. Циньчжоу цзедуши)                         | (кит. упр. 秦州, пиньинь Qinzhou, палл. Циньчжоу)         |               |              |              |
| (кит. упр. 黔州觀察使, пиньинь Qianzhou guanchashi, палл. Цяньчжоу гуаньчаши)                    | (кит. упр. 黔州, пиньинь Qianzhou, палл. Цяньчжоу)        |               |              |              |
| (кит. упр. 昭義軍節度使, пиньинь Zhaoyijun jiédùshǐ, палл. Чжаоицзюнь цзедуши)                   | (кит. упр. 潞州, пиньинь Luzhou, палл. Лучжоу)            |               |              |              |
| (кит. упр. 忠武軍節度使, пиньинь Zhongwujun jiédùshǐ, палл. Чжунъуцзюнь цзедуши)                 | (кит. упр. 許州, пиньинь Xuzhou, палл. Сюйчжоу)           |               |              |              |
| (кит. упр. 浙東觀察使, пиньинь Zhedong guanchashi, палл. Чжэдун гуаньчаши)                       | (кит. упр. 越州, пиньинь Yuezhou, палл. Юэчжоу)           |               |              |              |
| (кит. упр. 振武節度使, пиньинь Zhenwu jiédùshǐ, палл. Чжэньу цзедуши)                            | (кит. упр. 單于府, пиньинь Chanyufu, палл. Чаньюйфу)      |               |              |              |
| (кит. упр. 浙西觀察使, пиньинь Zhexi guanchashi, палл. Чжэси гуаньчаши)                          | (кит. упр. 潤州, пиньинь Runzhou, палл. Жуньчжоу)         |               |              |              |
| (кит. упр. 成德軍節度使, пиньинь Chengdejun jiédùshǐ, палл. Чэндэцзюнь цзедуши)                  | (кит. упр. 鎮州, пиньинь Zhenzhou, палл. Чжэньчжоу)       |               |              |              |
| (кит. упр. 山南西道節度使, пиньинь Shannan Xidao jiédùshǐ, палл. Шаньнань Сидао цзедуши)         | (кит. упр. 興元府, пиньинь Xingyuanfu, палл. Синъюаньфу)  |               |              |              |
| (кит. упр. 陜虢觀察使, пиньинь Shaanguo guanchashi, палл. Шэньго гуаньчаши)                      | (кит. упр. 陜州, пиньинь Shaanzhou, палл. Шэньчжоу)       |               |              |              |
| (кит. упр. 邕管經略使, пиньинь Yongguǎn jinglüeshi, палл. Юнгуань цзинлюэши)                     | (кит. упр. 邕州, пиньинь Yongzhou, палл. Юнчжоу)          |               |              |              |
| (кит. упр. 兖海節度使, пиньинь Yanhai jiédùshǐ, палл. Яньхай цзедуши)                            | (кит. упр. 兖州, пиньинь Yanzhou, палл. Яньчжоу)          |               |              |              |

Итого в распоряжении цзедуши было около 500 000 воинов и 80 000 лошадей. В 713 году содержание их обходилось в 2 млн, а к 742 году возросло в 5 раз. Огромные налоги истощали империю Тан. Ань Лушань использовал своё звание для свержения Тан.

## Штат танского цзедуши
Штат цзедуши зависел от того, какие полномочия он осуществлял, так как чаще всего цзедуши совмещал несколько должностей гражданских чиновников. Кроме упомянутых ниже, были цзедуши, тренирующие местные отряды — тунляньши кит. 團練使, фанъюши кит. 防禦使 — посланец, уполномоченный оборонять и отбиваться. Были и многие другие, некоторые должности упоминались один или два раза и ликвидировались через несколько лет.
- Синцзюнь сыма кит. 行軍司馬 Ведающий важными делами экспедиционной армии. Часто брал на себя командование полевыми армиями.

- Фу ши кит. 副使 Товарищ посланца. Ещё одного добавляли, если цзедуши занимал и должность умиротворителя — аньфуши кит. 安撫使. Ещё одного добавляли, если цзедуши занимал должность надзирающего за финансами — чжидуши кит. 支度使, либо полями — интяньши кит. 營田使, либо карающего дурных и привлекающего добрых — чжаотаоши кит. 招討使, либо уполномоченного управлять и наводить порядок — цзинлюэши кит. 經略使.

- Паньгуань кит. 判官 Делопроизводитель. Ещё один пангуань добавлялся, если цзедуши совмещал должность гражданского наместника — гуаньчаши кит. 觀察使. Ещё одного добавляли, если цзедуши занимал и должность умиротворителя — аньфуши кит. 安撫使. Ещё одного добавляли, если цзедуши занимал должность надзирающего за финансами — чжидуши кит. 支度使, либо полями — интяньши кит. 營田使, либо карающего дурных и привлекающего добрых — чжаотаоши кит. 招討使, либо уполномоченного управлять и наводить порядок — цзинлюэши кит. 經略使.

- Цяньюнь паньгуань кит. 遣運判官 Делопроизводитель по делам перевозки зерна.

- Чжиши кит. 支使 Поверенный посланца. Ещё одни чжиши добавлялся, если цзедуши совмещал должность гражданского наместника — гуаньчаши кит. 觀察使.
- Чжаншуцзи кит. 掌書記 Младший Делопроизводитель.
- Тайгуань кит. 推官 Чиновник по расследованием и наказаниям. Ещё одни тайгуань добавлялся, если цзедуши совмещал должность гражданского наместника — гуаньчаши кит. 觀察使.

- Сюньгуань кит. 巡官 Разъездной инспектор. Ещё одни сюньгуань добавлялся, если цзедуши совмещал должность гражданского наместника — гуаньчаши кит. 觀察使. Ещё одного добавляли, если цзедуши занимал и должность умиротворителя — аньфуши кит. 安撫使. Ещё одного добавляли, если цзедуши занимал должность надзирающего за финансами — чжидуши кит. 支度使.

- Ятуй кит. 衙推  Помощник по следственно-судебным делам . Ещё одни ятуй добавлялся, если цзедуши совмещал должность гражданского наместника — гуаньчаши кит. 觀察使.

- 10 Тун цзеду фу ши кит. 同節度副使  Заместители товарища посланца, уполномоченные приводить верность в надлежащую меру.
- 4 Гуаньи сюньгуань кит. 館驛巡官  Разъездные чиновники по делам почтовых станций.
- 1 Фуюань фачжигуань кит. 府院法直官  Надзиратель за соблюдением законности в учреждениях.
- Яоцзи кит. 要籍  Ответственный за списки.
- Чжуяо кит. 逐要  Следователь.
- Циньши кит. 親事  Начальник личной охраны.
- 4 Суйцзюнь кит. 隨軍  Порученец по армейским делам.
- Цзоуцзи кит. 奏記  Секретарь по докладам трону. Только если цзедуши был цзюньваном.
- Цзиньцзоугуань кит. 進奏官  Чиновник, подносящий доклады . Представлял доклады от цзедуши в столице. Был только у цзедуши с гражданскими полномочиями — гуаньчаши кит. 觀察使.

## Награждение цзедуши
Цзедуши для награждения за отличную службу должен был сократить количество необходимых войск, позаботиться о снабжении продовольствием, иметь боевые заслуги на границе. Причём лучшим считался не тот цзедуши, который разгромил врагов, а тот, который сократил свои отряды. Также цзедуши, занимавшийся и гражданскими делами, должен был наладить сбор налогов, сократить применение наказаний, повысить урожайность. Тунляньши добивался успокоения народа, искоренения пороков, искренности от населения. Фанъюйши должен был в лучшем случае добиться мира на границе, служить чистосердечно и самоотверженно, а в худшем случае управлять без изъянов. Цзинлюэши должен был рассчитывать и предвидеть, завершить дела, чинить и строить.

## Известные цзедуши
- Ань Лушань, предводитель крупнейшего восстания эпохи Тан.

### Основатели пост-Танских государств
- Чжу Вэнь (Чжу Цюаньчжун), основатель династии Поздняя Лян: положил конец династии Тан.
- Ли Кэюн, основатель династии Поздняя Тан.